# Brooke Shields
Brooke Christa Camille Shields (New York, 31 maggio 1965) è un'attrice e modella statunitense.

## Biografia
Nasce a New York in una famiglia agiata, in relazione con la nobiltà italiana, con origini inglesi e tedesche. Suo padre era Francis Alexander Shields, membro del partito repubblicano, funzionario della casa cosmetica Revlon, fratello di Marina Shields. La madre è Teri Shields (nata Maria Theresia Schmon), anch'essa attrice e poi manager della figlia. I genitori divorziarono quando Brooke era bambina.
L'attrice ha tre sorelle consanguinee: Marina (moglie di Thomas William Purcell), Olympia, Christiana. Ha anche due fratellastri: Diana Luise Auchincloss e Thomas Gore Auchincloss Jr. I nonni paterni erano Francis Xavier Shields, giocatore di tennis statunitense anch'egli con una carriera cinematografica e la seconda moglie, la principessa donna Marina Torlonia di Civitella-Cesi, metà italiana e metà americana. Questa, sorella di Alessandro Torlonia V, principe di Civitella-Cesi, marito dell'Infanta Beatrice di Spagna (zia del Re Juan Carlos I). Brooke Shields è anche cugina di secondo grado dell'attrice Glenn Close.
Attraverso una ricerca compiuta e pubblicata nel 1995 dal genealogista William Addams Reitwiesner, si è potuta tracciare la discendenza di Brooke con le più importanti famiglie italiane. In particolare di Roma e di Genova, tra il 1355 e il 1965 (Gattilusio-Paleologo-Savoia; Grimaldi; Imperiale; Carafa; Doria; Doria Pamphili Landi; Chigi-Albani e Torlonia).

### Carriera

#### Anni settanta
La carriera di Brooke Shields inizia a soli 11 mesi, quando appare con la madre su numerose riviste per una pubblicità della Ivory, Snow Baby, prodotti per l'igiene personale e poi in pubblicità televisive fotografata da Richard Avedon per la Colgate e da Charles Sheldon per la Breck (shampoo). A soli 11 anni era la più giovane modella della famosa agenzia Ford di New York. A 14 anni era considerata già una star tra le giovani modelle apparendo sulla copertina di oltre trecento riviste tra cui Vogue e Cosmopolitan.

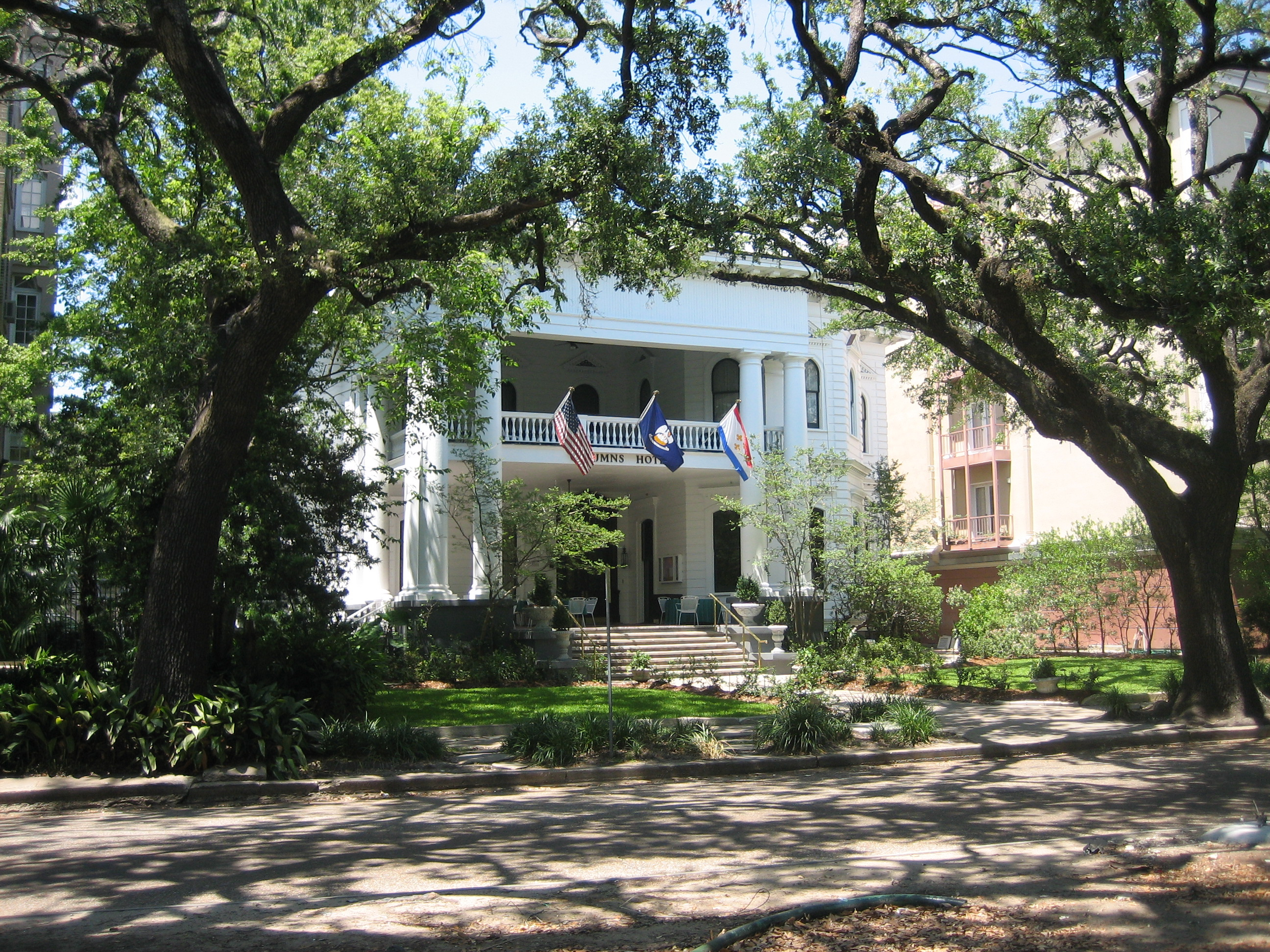
L'edificio dove sono state girate numerose scene del film Pretty Baby

 Nel 1974 fa la comparsa nella serie televisiva After the Fall e compare nel grande schermo due anni dopo nel film d'orrore slasher Comunione con delitti.
Nel 1975 la madre di Shields permise a sua figlia di 10 anni di essere fotografata nuda, truccata e coperta di olio per la pubblicazione di un servizio del magazine Playboy Press Sugar 'n' Spice; ciò ha portato a un processo legale di due anni contro il fotografo Garry Gross che sosteneva di avere i diritti sulle foto e voleva ripubblicarle.
La carriera cinematografica inizia nel 1978 nel film Pretty Baby di Louis Malle, interpretando il ruolo di una bambina che si guadagna da vivere prostituendosi in un bordello. Poiché Brookie (questo il suo soprannome da ragazzina) aveva solo 12 anni quando il film fu distribuito (e forse 11 quando fu girato) e in questo vi sono anche alcune sue scene di nudo, vennero da più parti sollevate proteste nei confronti del film, accusato di essere pedopornografico. In molte nazioni il film fu vietato ai minori di 16 o 18 anni. Altre polemiche vi furono per il film in cui recitò subito dopo, Wanda Nevada (1979).

#### Anni ottanta

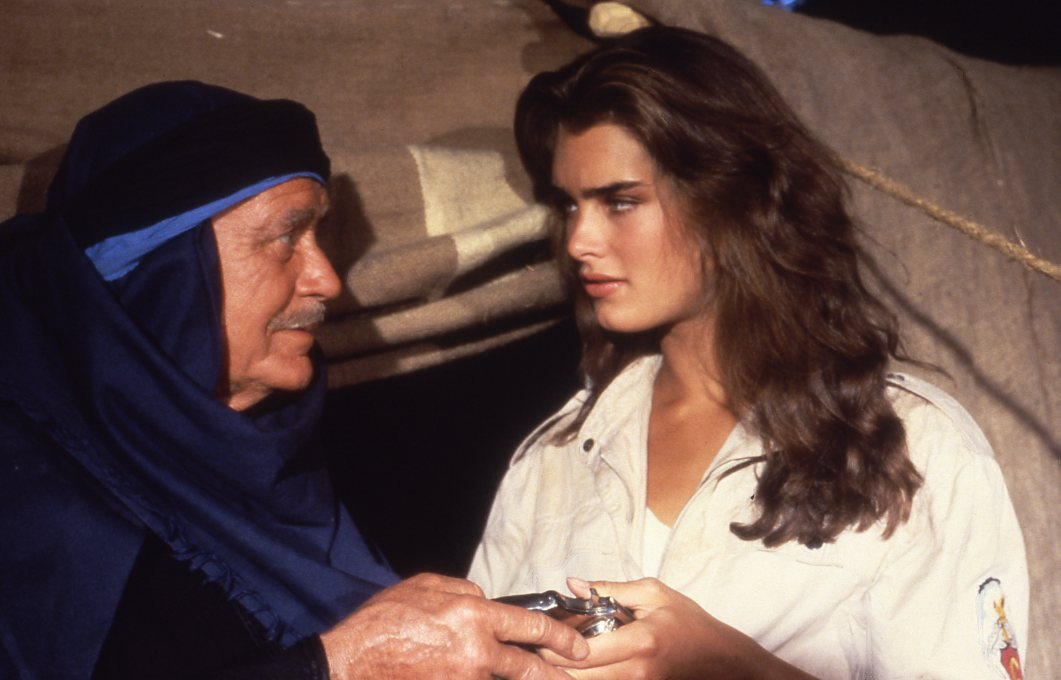
Brooke Shields in uno scatto di scena del film Sahara (1983)

Il film che la rese celebre fu Laguna blu del 1980, che includeva scene di nudo con Christopher Atkins sull'isola deserta, con lei ancora adolescente (Shields più tardi testimoniò davanti alla Corte per l'inchiesta degli USA che fu usata una controfigura in queste scene); discreto successo ebbe anche l'uscita del film Amore senza fine del 1981.
A 16 anni era tra i volti più conosciuti nel mondo, grazie alla duplice carriera di modella dal fascino provocante e giovane controversa attrice. Il Time, il 9 febbraio 1981, stimò il guadagno giornaliero di Brooke in diecimila dollari. Nel 1983 apparve sulla copertina di settembre di Paris Vogue, in ottobre e novembre su American Vogue e a dicembre sull'edizione italiana. Fu la testimonial TV per i jeans Calvin Klein.
Dal 1981 al 1984 venne premiata con il People's Choice Award come miglior attrice.

#### Anni novanta
Brooke Shields accantonò la carriera cinematografica per laurearsi all'Università di Princeton in letteratura francese. La sua tesi era intitolata L'iniziazione: dall'innocenza all'esperienza: il viaggio dell'adolescenza nel film di Louis Malle, Pretty Baby e Lacombe Lucien.
Apparve in diversi spettacoli televisivi, il più riuscito dei quali si rivelò la sitcom della NBC Susan in cui fu protagonista dal 1996 al 2000, vincendo nel 1997 il premio People's Choice nella categoria "Artista femminile preferita nelle nuove serie televisive".
La Shields partecipò a molteplici produzioni, soprattutto revival musicali, come Grease, Cabaret, Wonderful Town e Chicago a Broadway e nel West End londinese. Partecipò anche più volte al That '70s Show: interpretava Mrs. Burkhart, la madre di Jackie (Mila Kunis).
Registrò per la Sony/BMG la narrazione di Runaway Bunny, un concerto per violino e orchestra di Glen Roven, eseguito dalla Royal Philharmonic e Ittai Shapira.

## Vita privata

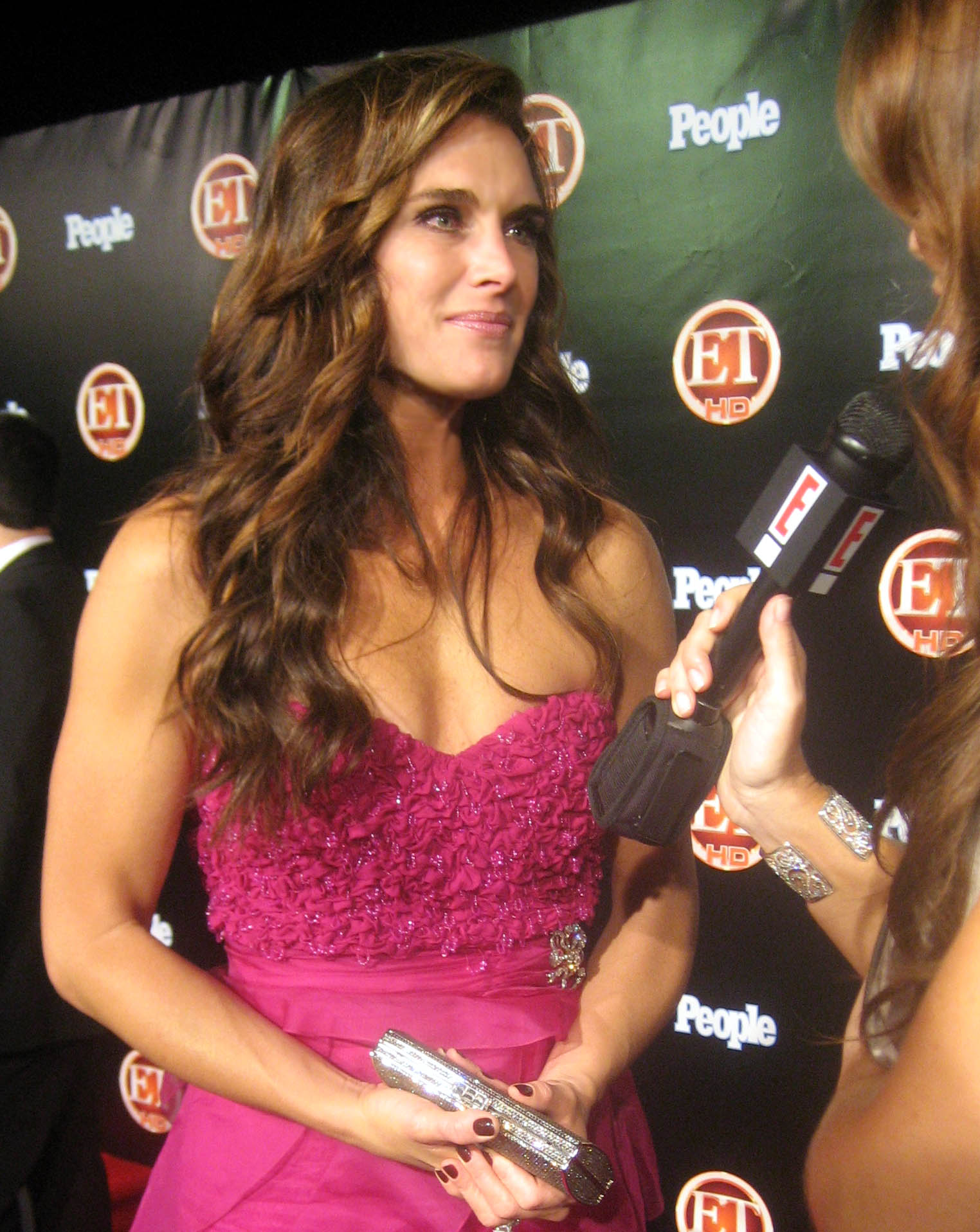
Brooke Shields nel 2008

Il 19 aprile 1997 si sposò a Pebble Beach (California) con il tennista Andre Agassi, dal quale divorziò il 9 aprile 1999 (il matrimonio fu poi annullato). Dal 4 aprile 2001 è sposata con il produttore televisivo Chris Henchy. Dopo un doloroso aborto spontaneo, la coppia ha avuto due figli.

### Depressione postpartum
Nella primavera del 2005 Brooke parlò su numerose riviste, emittenti TV e partecipò al The Oprah Winfrey Show della sua battaglia contro la depressione post-partum. Nel suo libro Down Came the Rain Brooke Shields racconta della sua grave crisi depressiva e dell'aiuto ricevuto dai medici: «È un problema molto grave, sono stata ringraziata da molte donne per avere aperto un problema che viene troppo spesso ignorato per mancanza di informazioni, vergogna, paura. Questa è la mia storia, personale e reale».

## Filmografia

### Cinema
- Comunione con delitti (Alice, Sweet Alice), regia di Alfred Sole (1976)
- Pretty Baby, regia di Louis Malle (1978)
- Il re degli zingari (King of the Gypsies), regia di Frank Pierson (1978)
- Un amore perfetto o quasi (An Almost Perfect Affair), regia di Michael Ritchie (1979)
- Tilt, regia di Rudy Durand (1979)
- Wanda Nevada, regia di Peter Fonda (1979)
- Just You and Me, Kid, regia di Leonard Stern (1979)
- Laguna blu (The Blue Lagoon), regia di Randal Kleiser (1980)
- Amore senza fine (Endless Love), regia di Franco Zeffirelli (1981)
- Sahara, regia di Andrew V. McLaglen (1983)
- I Muppets alla conquista di Broadway (The Muppets Take Manhattan), regia di Frank Oz (1984)
- La corsa più pazza del mondo 2 (Speed Zone!), regia di Jim Drake (1989)
- Brenda Starr - L'avventura in prima pagina (Brenda Starr), regia di Robert Ellis Miller (1989)
- La ragazza dello slum (Backstreet Dreams), regia di Rupert Hitzig e Jason O'Malley (1990)
- Freaked - Sgorbi (Freaked), regia di Tom Stern e Alex Winter (1993)
- L'uomo del piano di sopra (The Seventh Floor), regia di Ian Barry (1994)
- Running Wild, regia di Dee McLachlan (1995)
- Freeway No Exit (Freeway), regia di Matthew Bright (1996)
- Le disavventure di Margaret (The Misadventures of Margaret), regia di Brian Skeet (1998)
- Weekend (The Weekend), regia di Brian Skeet (1999)
- Black & White (Black and White), regia di James Toback (1999)
- Lo scapolo d'oro (The Bachelor), regia di Gary Sinyor (1999)
- Massholes, regia di John Chase (2000)
- After Sex, regia di Cameron Thor (2000)
- Mariti in affitto, regia di Ilaria Borrelli (2004)
- Bob - Un maggiordomo tutto fare (Bob the Butler), regia di Gary Sinyor (2005)
- The Outsider, regia di Nicholas Jarecki (2005)
- Prossima fermata: l'inferno (The Midnight Meat Train), regia di Ryūhei Kitamura (2008)
- Puzzole alla riscossa (Furry Vengeance), regia di Roger Kumble (2010)
- I poliziotti di riserva, regia di Adam McKay (2010)
- Chalet Girl, regia di Phil Traill (2011)
- Un nuovo amico per Whitney (The Greening of Whitney Brown), regia di Peter Skillman Odiorne (2011)
- Un castello per Natale (A Castle for Christmas), regia di Mary Lambert (2021)
- La madre della sposa (Mother of the Bride), regia di Mark Waters (2024)

### Televisione
- After the Fall, regia di Gilbert Cates – film TV (1974)
- Il principe di Central Park (The Prince of Central Park), regia di Harvey Hart – film TV (1977)
- Muppet Show (The Muppet Show) – programma TV, episodio 5x06 (1980)
- Wet Gold, regia di Dick Lowry – film TV (1984)
- La trappola di diamanti (The Diamond Trap), regia di Don Taylor – film TV (1988)
- Trappola per una ragazza sola (I Can Make You Love Me), regia di Michael Switzer – film TV (1993)
- Un amore americano, regia di Piero Schivazappa – film TV (1994)
- Nothing Lasts Forever, regia di Jack Bender – film TV (1995)
- Friends – serie TV, episodio 2x12 (1996)
- Susan (Suddenly Susan) – serie TV, 93 episodi (1996-2000) (anche produttrice)
- Una rapina quasi perfetta (The Almost Perfect Bank Robbery), regia di David Burton Morris – film TV (1998)
- Questa è la mia famiglia , regia di Maggie Greenwald – film TV (2001)
- Widows, regia di Geoffrey Sax – miniserie TV (2002)
- That '70s Show – serie TV, 7 episodi (2004)
- Gone But Not Forgotten, regia di Armand Mastroianni – film TV (2005)
- Law & Order: Criminal Intent – serie TV, episodio 6x03 (2006)
- Nip/Tuck – serie TV, episodi 4x01-4x06-4x12 (2006)
- Due uomini e mezzo (Two and a Half Men) – serie TV, episodio 4x14 (2007)
- Hannah Montana – serie TV, episodi 2x05-2x23-3x19 (2007-2009)
- Lipstick Jungle – serie TV, 20 episodi (2008-2009)
- Il ragazzo che gridava al lupo... Mannaro (The Boy Who Cried Werewolf), regia di Eric Bross – film TV (2010)
- The Middle – serie TV, 6 episodi (2010-2018)
- Army Wives - Conflitti del cuore (Army Wives) – serie TV, 5 episodi (2013)
- Super Fun Night – serie TV, episodio 1x05 (2013)
- 50 anni in rosa (The hot Flashes), regia di Susan Seidelman – film TV (2013)
- Mr. Pickles – serie TV, 28 episodi (2013-2019)
- Quando chiama il cuore (When Calls the Heart) – serie TV, episodi 2x07-2x08 (2016)
- Fiori e Delitti - Crisantemi preziosi (Flower Shop Mysteries: Mum's the Word), regia di Bradley Walsh – film TV (2016)
- Fiori e Delitti - Le rose nere (Flower Shop Mysteries: Snipped in the Bud), regia di Bradley Walsh – film TV (2016)
- Fiori e Delitti - Un matrimonio a caro prezzo (Flower Shop Mysteries: Dearly Depotted), regia di Bradley Walsh – film TV (2016)
- Scream Queens – serie TV, episodio 2x09 (2016)
- Law & Order - Unità vittime speciali (Law & Order: Special Victims Unit) – serie TV, 5 episodi (2017-2018)
- Jane the Virgin – serie TV, 12 episodi (2018-2019)
- Momma Named Me Sheriff – serie TV, 8 episodi (2019-2020)
- Glamorous, regia di Jordon Nardino – film TV (2019)
- 9-1-1 – serie TV, episodio 3x18 (2020)

### Documentari
- La leggenda del West (Legends of the West), regia di John Cardos (1992)
- Scratch the Surface, regia di Tara Fitzpatrick (1997)
- Junket Whore, regia di Debbie Melnyk (1998)
- Mayor of the Sunset Strip, regia di George Hickenlooper (2003)

### Doppiatrice
- I Simpson (The Simpsons) – serie TV, episodio 4x19 (1993)
- Miss Spider's Sunny Patch Kids, regia di Mike Fallows e Kevin McDonagh – film TV (2003)
- The Easter Egg Adventure, regia di John Michael Williams (2004)
- The Batman – serie animata, episodio 4x10 (2007)

## Teatro

### Attrice
- Grease, libretto e colonna sonora di Jim Jacobs e Warren Casey, regia di Jeff Calhoun. Eugene O'Neill Theatre di Broadway (1994)
- Cabaret, libretto di Joe Masteroff, testi di Fred Ebb, colonna sonora di John Kander, regia di Sam Mendes. Studio 54 di Broadway (2001)
- Wonderful Town, libretto di Joseph Fields e Jerome Chodorov, testi di Adolph Green e Betty Comden, colonna sonora di Leonard Bernstein, regia di Kathleen Marshall. Al Hirschfeld Theatre di Broadway (2004)
- Chicago, libretto di Fred Ebb e Bob Fosse, colonna sonora di John Kander, regia di Walter Bobbie. Teatro Adelphi di Londra, Ambassador Theatre di Broadway (2005)
- Love, Loss, and What I Wore, di Nora e Delia Ephron, regia di Karen Lynn Carpenter. Westside Theatre dell'Off-Broadway (2010)
- Leap of Faith, libretto di Janus Cercone, testi di Glenn Slater, colonna sonora di Alan Menken, regia di Rob Ashford. Ahmanson Theatre di Los Angeles (2010)
- Girls Talk, testi e regia di Roger Kumble. Lee Strasberg Theatre di West Hollywood (2011)
- La famiglia Addams, libretto di Marshall Brickman e Rick Elice, colonna sonora di Andrew Lippa, regia di Phelim McDermott. Lunt-Fontanne Theatre di Broadway (2011)
- The Sound of Music, libretto di Howard Lindsay e Russel Crouse, testi di Oscar Hammerstein II, colonna sonora di Richard Rodgers, regia di Gary Griffin. Carnegie Hall di New York (2012)
- L'esorcista, di John Pielmeier, regia di John Doyle. Geffen Playhouse di Los Angeles (2012)
- The Exonerated, di Jessica Blank ed Erik Jensen, regia di Bob Balaban. Bleecker Street Theater dell'Off-Broadway (2012)

### Regista
- Chicago, libretto di Fred Ebb e Bob Fosse, colonna sonora di John Kander. Hollywood Bowl di Los Angeles (2013)

## Riconoscimenti
- Golden Globe
  - 1997 – Candidatura alla miglior attrice in una serie commedia o musicale per Susan
  - 1998 – Candidatura alla miglior attrice in una serie commedia o musicale per Susan
- Bravo Otto
  - 1981 – Candidatura alla miglior attrice
- Jupiter Award
  - 1978 – Miglior attrice internazionale per Pretty Baby
  - 1980 – Miglior attrice internazionale per Laguna blu
  - 1981 – Miglior attrice internazionale per Amore senza fine
- People's Choice Awards
  - 1981 – Giovane interprete cinematografica preferita
  - 1982 – Giovane interprete cinematografica preferita
  - 1983 – Giovane interprete cinematografica preferita
  - 1984 – Giovane interprete cinematografica preferita
  - 1997 – Attrice preferita in una nuova serie televisiva per Susan
- Razzie Awards
  - 1981 – Peggior attrice protagonista per Laguna blu
  - 1982 – Candidatura alla peggior attrice protagonista per Amore senza fine
  - 1984 – Candidatura alla peggior attrice protagonista per Sahara
  - 1984 – Peggior attore non protagonista per Sahara
  - 1989 – Candidatura alla peggior attrice del decennio per Laguna blu, Amore senza fine, Sahara e La corsa più pazza del mondo 2
  - 1989 – Peggior attrice non protagonista per La corsa più pazza del mondo 2
  - 1999 – Candidatura alla peggior attrice del secolo per Laguna blu, Amore senza fine, Sahara e La corsa più pazza del mondo 2
- Satellite Award
  - 1998 – Candidatura alla miglior attrice in una serie commedia o musicale per Susan
  - 1999 – Candidatura alla miglior attrice in una serie commedia o musicale per Susan
- Young Hollywood Hall of Fame
  - 1980 – Stella[11]

### Altri premi
- 1995 – Theater World, Grease
- 1997 – People's Choice, attrice favorita nella nuova serie TV Susan
- 2000 – New American Cinema, Nomination d'eccellenza come miglior cast nel film The Weekend

## Doppiatrici italiane
Nelle edizioni in italiano delle opere in cui ha recitato, Brooke Shields è stata doppiata da:
- Laura Boccanera in Susan, Freeway - No Exit, Lipstick Jungle, Army Wives - Conflitti del cuore, Quando chiama il cuore, Law & Order - Unità vittime speciali, 9-1-1, La madre della sposa
- Emanuela Rossi in Mariti in affitto, Trappola per una ragazza sola, Friends, Super Fun Night, Freaked - Sgorbi, Jane the Virgin
- Cristina Boraschi in Fiori e Delitti - Crisantemi preziosi, Fiori e Delitti - Le rose nere, Fiori e Delitti - Un matrimonio a caro prezzo
- Alessandra Korompay in Un amore americano, Chalet Girl,  Bob un maggiordomo tutto fare
- Rossella Izzo in Laguna Blu, Sahara
- Eleonora De Angelis in Questa è la mia famiglia, The Middle (ep. 1x12)
- Claudia Catani in Puzzole alla riscossa, Un castello per natale
- Daniela Fava in Pretty Baby
- Veronica Pivetti ne I Muppet alla conquista di Brodway!
- Simona Izzo in Amore senza fine
- Claudia Balboni in Brenda Starr - L'avventura in prima pagina
- Isabella Pasanisi in Black and White
- Monica Gravina ne La ragazza dello slum
- Barbara Berengo Gardin ne Le disavventure di Margaret
- Pinella Dragani ne Lo scapolo d'oro
- Monica Ward ne La trappola di diamanti
- Luisa Ziliotto in Law & Order: Criminal Intent
- Daniela Calò in Nip/Tuck
- Sabrina Duranti in Hannah Montana
- Jasmine Laurenti ne Il ragazzo che gridava al lupo... Mannaro
- Francesca Fiorentini in The Middle (st. 4-9)
- Roberta Pellini in Scream Queens

Nei prodotti in cui ha preso parte come doppiatrice, in italiano è stata sostituita da:
- Sabrina Duranti in Mr. Pickles